# Andarzabides
Andarzabides (em grego clássico: ανδαρζαβιδ(ες); em persa médio: (h)andarzbad) foi um título administrativo sassânida que significava "conselheiro chefe" duma cidade (casos de Artaxar-Carra ou Gor como atestado em selos conhecidos) ou de uma província inteira (caso do andarzabides do Sacastão, segundo Fausto, o Bizantino). Também havia um "andarzabides dos cavaleiro" (andarzbad ī aswāragān) que instruiu os cavaleiros (referência no Livro dos Feitos de Artaxes, Filho de Pabeco) e um andarzbadī wāspuhragān, que segundo A. Perikhanian "[era] uma dignidade investida com autoridade executiva dentro do domínio do rei".
No tempo de Sapor I (r. 240–270), havia um "andarzabides das rainhas" chamado Iesdibades. O darandarzabides (darandarzbad), o "conselheiro" ou "instrutor da corte", parece ter sido um dos mais elevados ofícios na hierarquia cortesã. O "andarzabides dos magos" (mōgān-andarzbad), que era um consultor legal, foi uma das dignidades mais elevadas da classe sacerdotal.